# 클론질라
클론질라(Clonezilla)는 디스크 복제, 디스크 이미징 및 시스템 디플로이먼트 유틸리티의 오픈 소스 제품군이다. 클론질라 서버 에디션은 멀티캐스트 기술을 사용하여 LAN에 있는 컴퓨터 그룹에 단일 이미지 파일을 배포한다. 클론질라는 스티븐 시아우가 설계하고 대만의 NCHC Free Software Labs에서 개발했다.
클론질라는 단일 컴퓨터를 이미징한 다음 해당 이미지를 하나 이상의 시스템에 배포하여 컴퓨터에 운영 체제를 배포하는 데 사용된다. 복제 및 이미징 기능을 제공하기 위해 여러 다른 오픈 소스 프로그램을 통합한다.
클론질라는 저장 장치(예: SATA SSD, HDD 또는 NVMe SSD)에서 사용된 블록을 복사하는 방식으로 작동한다. 사전 설치된 라이브 환경에서 부팅하여 운영 체제의 베어 메탈 배포를 지원하기 위한 것이다. 사전 설치 환경은 USB 플래시 드라이브, CD/DVD-ROM 또는 안드로이드 휴대폰에서 부팅할 수 있다. Partclone, Ntfsclone, Partimage 또는 dd를 사용하여 네트워크를 통해 또는 로컬로 연결된 하드 디스크 드라이브에 드라이브 이미지를 생성한다.